# 육조대사법보단경 (세종특별자치시 유형문화재 제15호)
육조대사법보단경(六祖大師法寶壇經)은 세종특별자치시 부강면에 있는 조선시대의 불경이다. 2014년 6월 30일 세종특별자치시의 유형문화재 제15호로 지정되었다가, 충청남도 공주시로 소유자 및 소재지가 변경됨에 따라 2015년 6월 10일 지정이 해제되었다.

## 개요
｢육조대사법보단경(六祖大師法寶壇經)｣은 선종의 6대조인 혜능(慧能, 638-713)이 수도하는 과정과 문인들을 위해 설법한 내용을 수록하고 있는 자신의 자서전적 일대기로 ｢법보단경(法寶壇經)｣ 또는 ｢단경(壇經)｣으로 약칭되기도 한다. 본문은 「오법전의(悟法傳衣)」, 「석공덕정토(釋功德淨土)」, 「정혜일체(定慧一體)」, 「교수좌선(敎授坐禪)」, 「전향참회(傳香懺悔)」, 「참청기연(參請機緣)」, 「남돈북점(南頓北漸)」, 「당조징조(唐朝徵詔)」, 「법문대시(法門對示)」, 「부속유통(付屬流通)」 등의 10가지 법문(法門)에 대한 해설이 수록되어 있다. ｢육조대사법보단경｣에 나타나는 특징은 혜능을 중심으로 선사들의 법맥과 학풍을 강조하고 있는 점, 자기성찰을 떠난 부처는 결코 없다는 점, 禪宗의 깨달음의 근본이 되는 수행방법을 제시하고 있다. 이 책은 임진왜란 이전인 성종 10년(1479)에 백운산 병풍암(屛風庵)에서 간행된 한문본이며, 조선시대 초기의 목판 인쇄문화와 불교학 연구에 귀중한 자료로 평가된다.

## 참고 자료
- 육조대사법보단경 - 국가유산청 국가유산포털